# مايكل هوبنر
مايكل هوبنر (بالألمانية: Michael Hübner)‏ مواليد 8 أبريل 1959 في كيمنتس، ألمانيا الشرقية، كان دراج ألماني سابق في صنف سباق الدراجات على المضمار. سبق أن شارك في دورة الألعاب الأولمبية الصيفية وفاز بميدالية أولمبية. حقق أيضا ميدالية في دورة ألعاب الكومنولث.

## سجل النتائج

### سباقات أو مراحل فاز بها
- طواف فرنسا
- طواف إسبانيا
- طواف إيطاليا

## الميداليات
| الميدالية | المسابقة                               |
| --------- | -------------------------------------- |
| ذهبية     | بطولة العالم للدراجات على المضمار 1986 |
| فضية      | بطولة العالم للدراجات على المضمار 1985 |
| فضية      | بطولة العالم للدراجات على المضمار 1989 |
| برونزية   | بطولة العالم للدراجات على المضمار 1983 |
| برونزية   | بطولة العالم للدراجات على المضمار 1987 |
| ذهبية     | بطولة العالم للدراجات على المضمار 1990 |
| ذهبية     | بطولة العالم للدراجات على المضمار 1990 |
| ذهبية     | بطولة العالم للدراجات على المضمار 1991 |
| ذهبية     | بطولة العالم للدراجات على المضمار 1992 |
| ذهبية     | بطولة العالم للدراجات على المضمار 1992 |
| ذهبية     | بطولة العالم للدراجات على المضمار 1995 |
| فضية      | بطولة العالم للدراجات على المضمار 1993 |
| فضية      | بطولة العالم للدراجات على المضمار 1994 |
| فضية      | بطولة العالم للدراجات على المضمار 1995 |
| فضية      | بطولة العالم للدراجات على المضمار 1996 |
| برونزية   | بطولة العالم للدراجات على المضمار 1994 |

## روابط خارجية
- مايكل هوبنر على موقع أرشيف الدراجات (الإنجليزية)
- مايكل هوبنر على موقع إحصائيات الدراجات الإحترافية (الإنجليزية)